# Allocyclops cavicola
Allocyclops cavicola – gatunek widłonoga z rodziny Cyclopidae. Opisał go w 1951 roku szwajcarski zoolog Pierre-Alfred Chappuis.